# Uracil
Uracil je dušikova baza, ki se nahaja v nukleotidih. Sestavljena je iz pirimidinskega heterocikličnega obroča.